# دونكان هاينز
دونكان هاينز (بالإنجليزية: Duncan Hines)‏ هو صحفي وناقد الطعام أمريكي، ولد في 26 مارس 1880 في بولينغ غرين في الولايات المتحدة، وتوفي بنفس المكان في 15 مارس 1959 بسبب سرطان الرئة.

## وصلات خارجية
- دونكان هاينز على موقع إن إن دي بي (الإنجليزية)